# Moord op Maja Bradarić

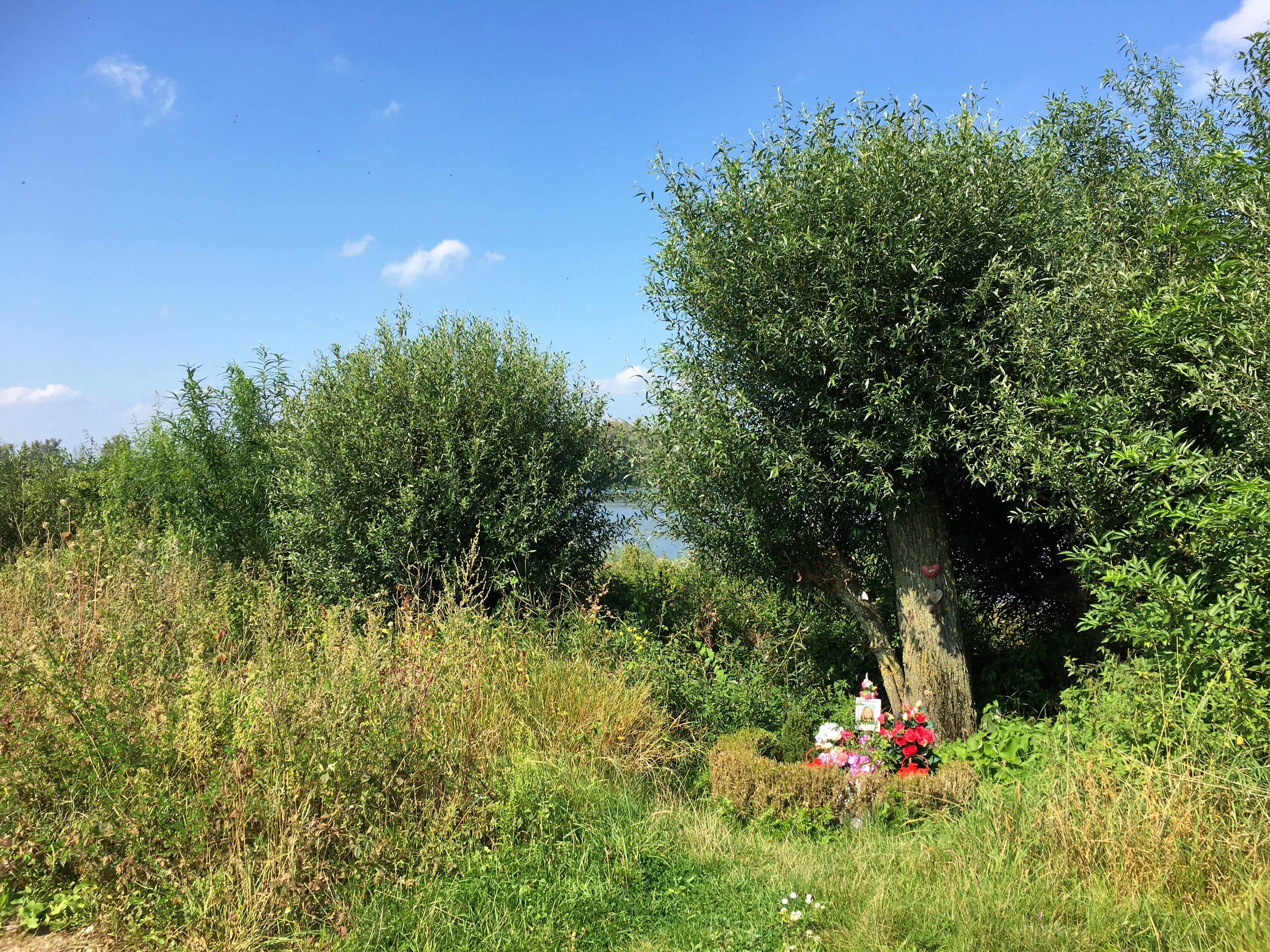
Herdenkingsmonument van de moord op Maja Bradarić in de Bemmelse Waard

De moord op Maja Bradarić is een misdaad die op 17 november 2003 in de Bemmelse Waard plaatsvond. Het slachtoffer is de 16-jarige Maja Bradarić. Drie vrienden van haar werden voor de moord tot respectievelijk vijf, tien en elf jaar cel veroordeeld. Een vriendin die erbij betrokken was, kreeg vier maanden voorwaardelijke jeugddetentie. Het misdrijf wekte veel commotie in Nederland.

## Achtergrond
Maja Bradarić werd in 1987 geboren in Bosnië en kwam in 1995 met haar ouders naar Nederland. Ten tijde van de moord zat zij in de 4e klas van het vwo op het Nijmeegse Dominicus College. Ze was 16 jaar oud toen zij in 2003 in een auto door haar vrienden Ferdi Ö. (19), Goran M. (18) en Goran P. (17) werd vermoord door wurging met een touw. Na de moord werd haar lichaam in brand gestoken en aangetroffen in de buurt van de Defensiedijk in de Bemmelse Waard, nabij Bemmel en Lent. De Telegraaf meldde dat het hier zou gaan om een kwestie van eerwraak tussen moslims, maar dit bleek onjuist, ook omdat Maja's moeder Servisch-orthodox en haar vader moslim was. Er is nooit een duidelijk motief vastgesteld.
Door de moord op Maja Bradarić ontstond veel commotie in Nederland. In het programma Twee Vandaag noemde minister-president Jan Peter Balkenende de moord op Bradarić het dieptepunt van het jaar 2003.

## Rechtszaken
Op 12 mei 2004 werd Goran M. (19) door de rechtbank van Arnhem veroordeeld tot acht jaar cel plus tbs voor het medeplegen van moord. De rechtbank veroordeelde op dezelfde dag Ferdi Ö. tot elf jaar cel wegens het medeplegen van moord en Goran P. tot drie jaar cel waarvan zes maanden voorwaardelijk wegens medeplichtigheid. Geconcludeerd werd dat Goran M. samen met Ferdi Ö. de moord voorbereid heeft. Het tweetal heeft onder andere gezorgd voor een touw, benzine en handschoenen om zodoende de moord te kunnen uitvoeren.
Op 12 december 2004 is Goran M. uit Beuningen door het Gerechtshof Arnhem in hoger beroep veroordeeld tot tien jaar cel en tbs met dwangverpleging. Goran P. is door het Gerechtshof Arnhem in hoger beroep veroordeeld tot vijf jaar cel. Het Gerechtshof achtte Goran P. in tegenstelling tot de rechtbank wel schuldig aan het medeplegen van de moord op Bradarić. Een belangrijke reden hiervoor was dat Goran P. tijdens de verwurging van Bradarić een touw aan Goran M. aanreikte wat de verwurging vergemakkelijkte. In juni 2014 werd de aan M. opgelegde tbs-maatregel, die dat jaar zou aflopen, door de rechtbank verlengd met een jaar.
Een vierde verdachte in de zaak, de destijds 15-jarige Nina K. is op 19 oktober 2004 door de rechtbank van Arnhem veroordeeld tot vier maanden voorwaardelijke jeugddetentie. Nina K. heeft nagelaten politie, justitie of Bradarić in kennis te stellen van het voornemen van Goran M. en Ferdi Ö tot het plegen van de moord.

## Populaire media
In januari 2008 verscheen er een boek over de moord op Maja Bradarić, geschreven door criminoloog en misdaadjournalist Simon Vuyk. Vuyk verdiepte zich in de motieven van de daders.
In november 2008 verscheen een documentairefilm over de moord op Bradarić. De film Sweety. The friends, betrayal and murder of Maja Bradarić is van regisseur Menna Laura Meijer en ging op 24 november in première op het Internationaal Documentaire Film Festival (Idfa) in Amsterdam. De film werd op woensdag 18 november 2009 door de jongerenomroep BNN voor het eerst getoond op de Nederlandse televisie.
In oktober 2010 is de film Schemer in première gegaan. Het scenario voor deze film is geïnspireerd op het verhaal dat zich rond Bradaric heeft afgespeeld.